# Дубенец-Заречный
Дубене́ц-Заре́чный (бел. Дубянец-Зарэчны) — хутор в составе Хвастовичского сельсовета Глусского района Могилёвской области Республики Беларусь.

## Население
- 2010 год — 6 человек